# Леополд (Анхалт-Кьотен)
Вижте пояснителната страница за други личности с името Леополд.
Леополд фон Анхалт-Кьотен (на немски: Leopold von Anhalt-Köthen, * 29 ноември 1694 в Кьотен, † 19 ноември 1728 също там) от фамилията Аскани е управляващ княз на Анхалт-Кьотен (1704 – 1728). Той е покровител и дългогодишен приятел на Йохан Себастиан Бах.
Леополд е вторият син на княз Емануел Лебрехт фон Анхалт-Кьотен (1671 – 1704) и неговата морганатична съпруга Гизела Агнес фон Рат (1669 – 1740). През 1698 г. той официално е признат от князете на Анхалт и 1699 г. от императора.
Баща му умира през 1704 г. и майка му става регентка от 1704 до 1715 г. главен надзорник е Фридрих I от Прусия, който нарежда Леополд да посети рицарската академия от 1708 до 1710 г. Леополд се интересува от музика. На 14 май 1716 г. той поема управлението. На 22 години предлага на Йохан Себастиан Бах службата капелмайстор на своята дворцова капела и той е такъв между 1717 и 1723 г.
Леополд свири в оркестъра на виолина. На 17 ноември 1728 г. княз Леополд свири за последен път на виолина и умира след два дена на 33 години. Понеже остава без мъжки наследник Леополд е последван като княз от брат му Август Лудвиг.
Вдовицата му Шарлота Фридерика се омъжва за граф Албрехт Волфганг от Шаумбург-Липе (1699 – 1748).

## Деца
Княз Леополд се жени на 11 декември 1721 г. в Кьотен за принцеса Фридерика Хенриета фон Анхалт-Бернбург (1702 – 1723), дъщеря на княз Карл Фридрих от Анхалт-Бернбург. Те имат една дъщеря:
- Гизела Агнес фон Анхалт-Кьотен (1722 – 1751), ∞ княз Леополд II от Анхалт-Десау

След смъртта на първата му съпруга Леополд се жени втори път през 1725 г. за принцеса Шарлота Фридерика фон Насау-Зиген (1702 – 1785), дъщеря на княз Фридрих Вилхелм I Адолф от Насау-Зиген. С нея той има две деца, които умират рано:
- Емануел Лудвиг фон Анхалт-Кьотен (1726 – 1728), наследствен принц
- Леополдина Шарлота (1727 – 1728)